# Anastasija Prychodko
Anastasija Kostjantinivna Prychodko (ukrainska: Анастасія Костянтинівна Приходько), född 21 april 1987 i Kiev, Ukrainska SSR, Sovjetunionen, är en ukrainsk sångerska.
Prychodko vann den ryska versionen av Idol år 2007.
Hon representerade Ryssland med låten Mamo på hemmaplan i Eurovision Song Contest 2009. Hon slutade där på en 11:e plats i finalen den 16 maj med totalt 91 poäng, varav en 12 poängare ifrån Armenien. Efter den ryska annektering av Krim och ryska aggressionen i östra Ukraina så sade hon att hon aldrig skulle representera Ryssland igen samt att hon inte kommer uppträda där mer.